# Glenea bedoci
Glenea bedoci là một loài bọ cánh cứng trong họ Cerambycidae.